# ダン・カーティン
ダン・カーティン(Dan Curtin)はアメリカのミュージシャン、DJ。作曲する曲のジャンルはテクノ、特にデトロイト・テクノと呼ばれる音楽ジャンルの曲を作曲ならびにDJとしてプレイする。
オハイオ州クリーブランド出身。初期シカゴ・ハウスや、デトロイト・テクノから音楽的な影響を受けたと言われる。1992年に短命に終わったDamon Bookerのレコードレーベル、Sinewaveよりファーストシングルである3rd from the Sun EPをリリース。その後立ち上げた自身のレーベルMetamorphicよりPlanetary EPをリリース。そのスペーシーでメロディアスな曲調によりシーンで大きく注目を集めることとなり、イギリスのピースフロッグからもリリースするようになった。1993年には自身の名義での活動のみならず、タツロウ・ハヤシとのユニット『Purveyors Of Fine Funk』としても活動している。(現在タツロウ・ハヤシとは袂を分かっているため、Purveyors～は個人名義である。)
1994年に入ると日本のサブライムレコーズとも契約。同レーベルからもシングル、アルバムをリリースするようになった。
2000年代に入り活動拠点をベルリンに移した。新曲リリースが沈滞していたが、2004年以降積極的なリリースを行っており、2006年には約6年ぶりとなるアルバムをリリースした。

## ディスコグラフィー

### アルバム
- The Silicon Dawn (Peace Frog PF018/PF018CD)（1994年）
- The Web Of Life (Peace Frog PF038/PF038CD)（1995年）
- Deception（1996年）
- Art & Science (Peace Frog PF051/PF051CD)（1996年）
- Pregenesis（1999年）
- We Are The Ones We've Been Waiting For（2006年）

### シングル
- 3rd From The Sun EP (33RPM/Sinewave r331) （1992年）
- Planetary EP (Metamorphic MET00010) （1992年）-Planetary名義
- Space EP (Metamorphic MET0S120) （1992年）
- The Path (BUZZ BZZXL106083) (1992年) -Prototype名義
- Origins EP (Metamorphic MET0P230) （1993年）-Planetary名義
- Tales From The 2nd Moon EP (Peace Frog PF009) （1993年）-Apogee名義
- Matter Of Sound/Re-Awareness (Metamorphic MET07140) （1994年）-7インチシングル
- Parallel/Population（1994年） (Peace Frog PF018X)-The Silicon Dawnのシングルカット
- Dream Not Of Today (Peace Frog PF024) （1994年）
- Voices From Another Age（1994年）
- Whisper to an echo (Peace Frog PF072)(1997年)
- I'll take you there（1998年）
- NEW WORLD EP（1998年）
- Shadow Locked（2004年）
- Double-Crossed（2005年）
- Treats（2005年）
- Give / My Interest Is Vanilla（2005年）
- Tricks Pt.1（2005年）
- Album Sampler（2006年）

## その他
前述のPurveyors Of Fine Funk名義以外にも、Warren D.Harris(Hanna)との連名ユニット、Key Of Soul名義でも活動したことがある。